# 包尔绍德博陶
包尔绍德博陶（匈牙利語：Borsodbóta）是匈牙利包尔绍德-奥包乌伊-曾普伦州所辖的一个村。总面积8.14平方公里，总人口886，人口密度108.8人/平方公里（2011年1月1日）。